# Avenida 23 de Maio
A Avenida 23 de Maio, originalmente conhecida como Avenida Itororó e, depois, Avenida Anhangabaú, é uma das mais movimentadas avenidas do município de São Paulo, sendo o principal corredor de ligação dos bairros da subprefeitura da Vila Mariana à região central da cidade. Faz parte do Corredor Norte-Sul.
Recebeu este nome em referência ao dia em que foram mortos os estudantes Martins, Miragaia, Dráusio e Camargo (conhecidos pelo acrônimo MMDC), 23 de maio de 1932, evento que se encaixa no contexto da Revolução Constitucionalista de 1932.

## Acessos
Tem início no Vale do Anhangabaú e término no entroncamento das avenidas Ibirapuera, Rubem Berta e a rua Sena Madureira. Dá acesso direto ou indireto (por meio de vias marginais) a importantes avenidas da cidade de São Paulo, como:
- Avenida Ibirapuera
- Rua Sena Madureira
- Avenida Rubem Berta
- Avenida Pedro Álvares Cabral
- Avenida Bernardino de Campos
- Ligação Leste-Oeste
- Avenida Nove de Julho

Cruza diversos bairros importantes, como Paraíso, Vila Mariana, Liberdade, e entre os outros:
- Bela Vista
- Sé
- República
- Centro Histórico de São Paulo

Por ser uma via expressa e estar localizada num vale, não possui cruzamentos em nível. É possível atravessá-la somente pelos seguintes viadutos:
- Viaduto Brigadeiro (Av. Brigadeiro Luís Antônio)
- Viaduto Professor Manuel José Chaves
- Viaduto Dona Paulina (Rua Maria Paula)
- Viaduto Jaceguai (Ligação Leste-Oeste)
- Viaduto Pedroso (Rua Pedroso)
- Viaduto Beneficência Portuguesa-Antônio Ermírio de Moraes
- Viaduto do Paraíso-Jornalista Ricardo Boechat(Rua do Paraíso)
- Viaduto Santa Generosa (Av. Bernardino de Campos)
- Viaduto Tutóia (Rua Tutóia)

## História

### Projeto
Em 1927, o então prefeito José Pires do Rio encomendou um sistema viário a um grupo de urbanistas, que sugeriram a "teoria de fundo de vale", mais tarde usada nos projetos de grandes avenidas em São Paulo. Até então, dava-se preferência na cidade a avenidas em espigões, como as avenidas Paulista, Doutor Arnaldo e Lins de Vasconcelos. Nesse mesmo ano, a primeira desapropriação para a futura obra foi realizada, na altura do aterro da Rua Pedroso: um dos pavilhões da fábrica Taco de Ouro. Os restos desse pavilhão ficaram abandonados por muitos anos, devido ao atraso no início das obras desse trecho da avenida.
O projeto da avenida é de 1937, como Avenida Itororó, mais tarde alterado para Avenida Anhangabaú, ideia do ex-prefeito Prestes Maia, mas só seria inaugurada em 1969, como ligação entre o centro da cidade e o Aeroporto de Congonhas. Em 1940, ela já aparecia como projeto nos mapas do Guia Levy.
O projeto original previa apenas a ligação entre o Centro e o Parque Ibirapuera, com o traçado da avenida sendo assim descrito pelo jornal Diário Popular em 1945: "Fica sendo [o Ibirapuera] o ponto terminal da ampla Avenida Itororó, de trânsito rápido, a qual, aproveitando o vale do Rio Anhangabaú, desembocará no Largo Guanabara, por meio de um túnel, continuando depois pelo fundo do Instituto Biológico até alcançar a Avenida Brasil, para fazer a ligação com o bairro de Pinheiros."
Em 1958, seu projeto passou a fazer parte do Plano das Vias Expressas Diametrais Urbanas, e a avenida já tinha 23 de Maio como nome, determinado pela Lei Ordinária número 4 473, de 22 de maio de 1954. Apesar de o nome ter sido definido em 1954, longa reportagem do jornal Folha da Manhã, no ano seguinte, ainda falava em "Avenida Anhangabaú". Em 1960, outra reportagem do mesmo jornal falava em "Avenida Itororó" como o nome por que ela era conhecida.
O projeto mencionado em 1954 já trazia os canteiros centrais alargados, prevendo que por ali passasse uma linha de metrô, com estações em alguns dos viadutos que passariam por sobre a avenida. Também faziam parte desse projeto melhorias como faixas de rodagem mais amplas, rampas menos íngremes e a criação de uma "faixa verde" com dezoito metros de largura em cada lado das pistas. "Devido à topografia local, permitirá a instalação fácil de correntes de tráfego em níveis diferentes, separadas por áreas ajardinadas, de belo efeito estético", descreveu o Diário Popular. Previa-se, à época, que a capacidade da avenida seria em torno de quatro mil veículos por hora em cada sentido.

### Construção

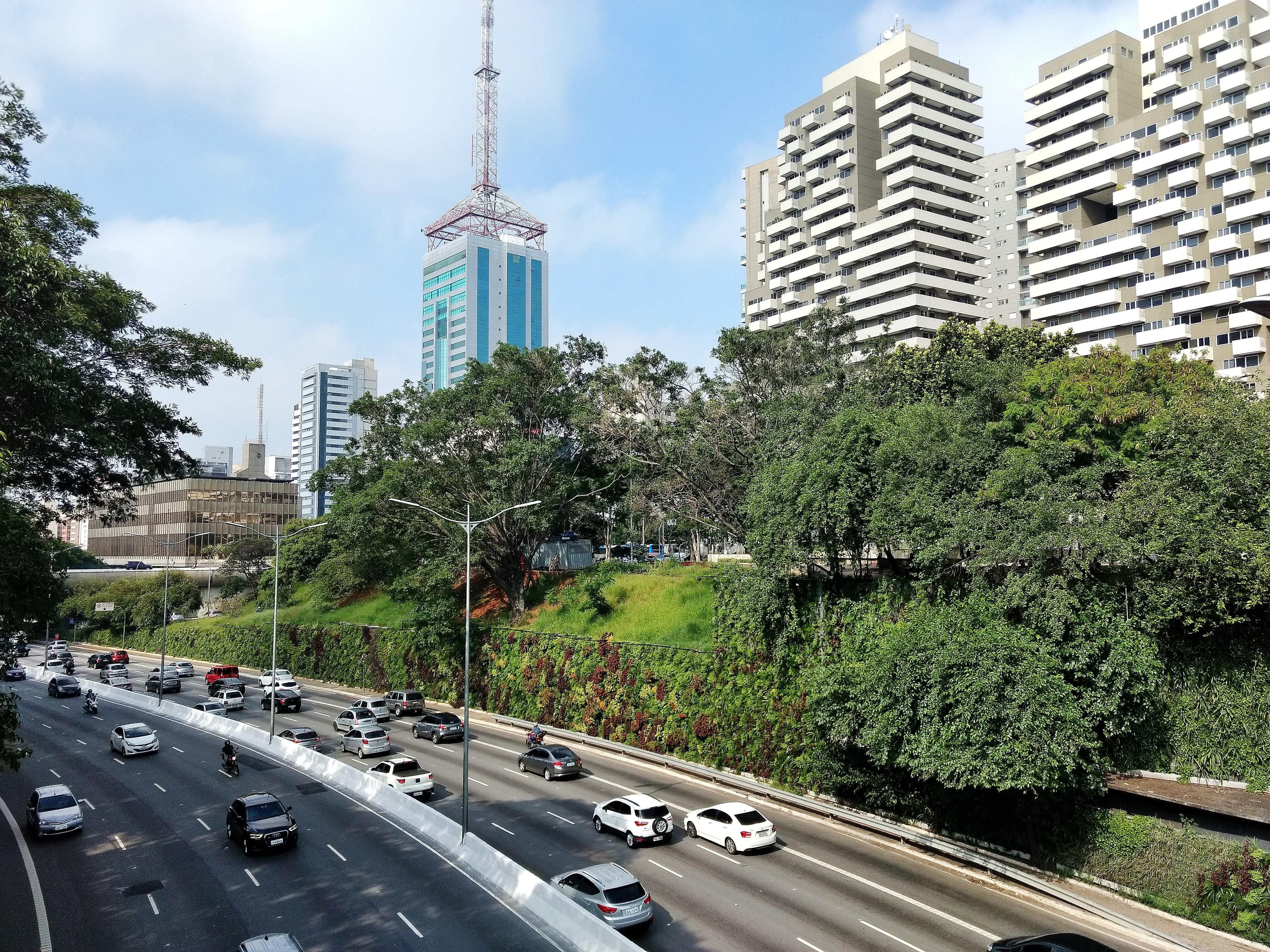
Corredor verde na avenida

A avenida foi entregue ao público aos poucos. As obras, na verdade, tiveram início em 1951, porém apenas num trecho de cerca de duzentos metros, da Praça da Bandeira até o Viaduto Dona Paulina, que, como o Viaduto Brigadeiro, foi construído pensando-se na avenida. Sem saída, esse trecho foi utilizado por muitos anos apenas como estacionamento. Para 1961, a intenção era alcançar a Rua da Assembleia, já que os custos de desapropriação de imóveis além daquela via ultrapassavam em 1 900% o orçamento daquele ano para a obra.
Entretanto, o simples fato de atingir a Rua da Assembleia não deveria aumentar muito o uso da avenida, como apontado pela Folha de S.Paulo em 1960: "Entregue ao tráfego, este trecho estará apenas destinado a funcionar como acesso aos edifícios-garagem da [Rua] Riachuelo e do Viaduto Brigadeiro Luís Antônio, além de se prestar, muito provavelmente, para área de estacionamento. Nenhuma função mais útil do ponto de vista viário poderá assumir essa ligação do primeiro trecho da Avenida Itororó com a Rua da Assembleia". O Diário da Noite também tinha criticado o atraso, em uma reportagem de 1959 que chamava o logradouro de "avenida morta": "Ficou apenas o velho Vale do Anhangabaú à espera de que a engenharia municipal lhe dê função e justifique os dispendiciosos viadutos construídos com largas passagens, há muito terminadas."
Para ir além, a Prefeitura encontrou muitas dificuldades com desapropriações, pois a maioria dos terrenos a ser desapropriados era de fundo de vale e fundo de quintal, bloqueados por lei. O trecho inicial da Praça da Bandeira à Rua da Assembleia, foi desapropriado em 1944, mas novas desapropriações demoraram muitos anos para ocorrer. O decreto desapropriando o trecho compreendendo as ruas Jaceguai, Conde de São Joaquim, Condessa de São Joaquim e da Liberdade (como era conhecida, na época, a Avenida Liberdade) foi publicado em 12 de novembro de 1960. Pouco mais de dois anos depois, novo decreto desapropriou uma área de cerca de oito mil a nove mil metros quadrados, correspondente ao quarteirão compreendido pelas ruas Cubatão, Estela, Oscar Porto e Tomás Carvalhal, onde iria desembocar o túnel que passaria por baixo do Largo Guanabara. Esse túnel acabaria sendo feito a céu aberto, em nível inferior às ruas próximas até as proximidades da Rua Coronel Oscar Porto.
Em novembro de 1963, a Prefeitura informava que já estava de posse de todos os terrenos necessários para a construção da avenida. Outro problema eram estruturas que já tinham lugar no traçado ou à sua margem, como as garagens do Serviço Funerário, que ocupavam os baixos do Viaduto Dona Paulina, ou as grandes fundações da sede projetada do Departamento de Estradas de Rodagem, que ficavam ao lado do Palácio Mauá, também ao lado do mesmo viaduto. Além disso, segundo um engenheiro da obra informou ao jornal Diário Popular em 1966, a falta de asfalto no mercado também afetou o ritmo das obras.
Quando Prestes Maia, ao assumir a Prefeitura pela segunda vez, em 1961, anunciou que iria dar prosseguimento às obras da avenida, foi criticado por pessoas que achavam que a Radial Leste seria mais importante e foi até acusado de querer se beneficiar da avenida pois teria terrenos na zona sul. Ele acabou hesitando e, devido a um atraso no recebimento de impostos referentes ao ano de 1962, deu prioridade a outras obras, mas fez as desapropriações prosseguir no trecho entre a Rua da Assembleia e o espigão do Paraíso. Naquela época, ainda imaginava-se que seria necessário um túnel de um quilômetro para vencer o espigão, mas em 1963 o projeto tinha sido alterado, por causa do alto custo para desapropriações, sendo feito a céu aberto.
Depois que a obra da Radial Leste também esbarrou na dificuldade das desapropriações, foi possível voltar a dar atenção à 23 de Maio, em 1964. O primeiro passo para a abertura da avenida foi dado em 9 de setembro, com a publicação do edital de concorrência para construção do Viaduto Condessa de São Joaquim, com previsão de investimento de 250 milhões de cruzeiros. Na noite anterior, Prestes Maia fora à televisão para informar que os últimos terrenos para a abertura da avenida estavam sendo adquiridos pela Prefeitura, e a concorrência para construção do Viaduto Jaceguai seria publicada em algumas semanas.
Foi necessário demolir a Igreja de Santa Generosa, que ficava na antiga Praça Rodrigues de Abreu, cujo terreno havia sido cedido pela Prefeitura em comodato, inclusive com irregularidades apontadas em 1963 na concessão. O Viaduto Santa Generosa teve sua construção aprovada no fim de novembro de 1967.
O trecho considerado inicial, de 1,4 mil metros, ia da Praça da Bandeira ao Viaduto Pedroso e já estava em funcionamento desde 25 de janeiro de 1967. Nesse mês, foi aberta concorrência pública para a construção do viaduto da Rua do Paraíso, mas outros viadutos essenciais para a finalização da via, como os da Avenida Bernardino de Campos e da Rua Cubatão, ainda não tinham previsão de concorrência.
O primeiro viaduto a ser inaugurado após o início da construção da avenida foi o Condessa de Joaquim, em 8 de julho de 1966. Até ali, a Rua Humaitá era a única ligação entre a Rua Vergueiro e a Avenida Brigadeiro Luís Antônio, por meio de aterro, e essa ligação foi interrompida, com a abertura do novo viaduto. Já o Viaduto Pedroso estava com suas obras atrasadas e só seria entregue em 29 de maio do ano seguinte. Em agosto de 1968, foi determinada a construção do Viaduto Beneficência Portuguesa, para aliviar o trânsito dos viadutos Pedroso e da Rua do Paraíso, este último em fase de finalização, já que só seria aberto em 8 de outubro.

### Operação

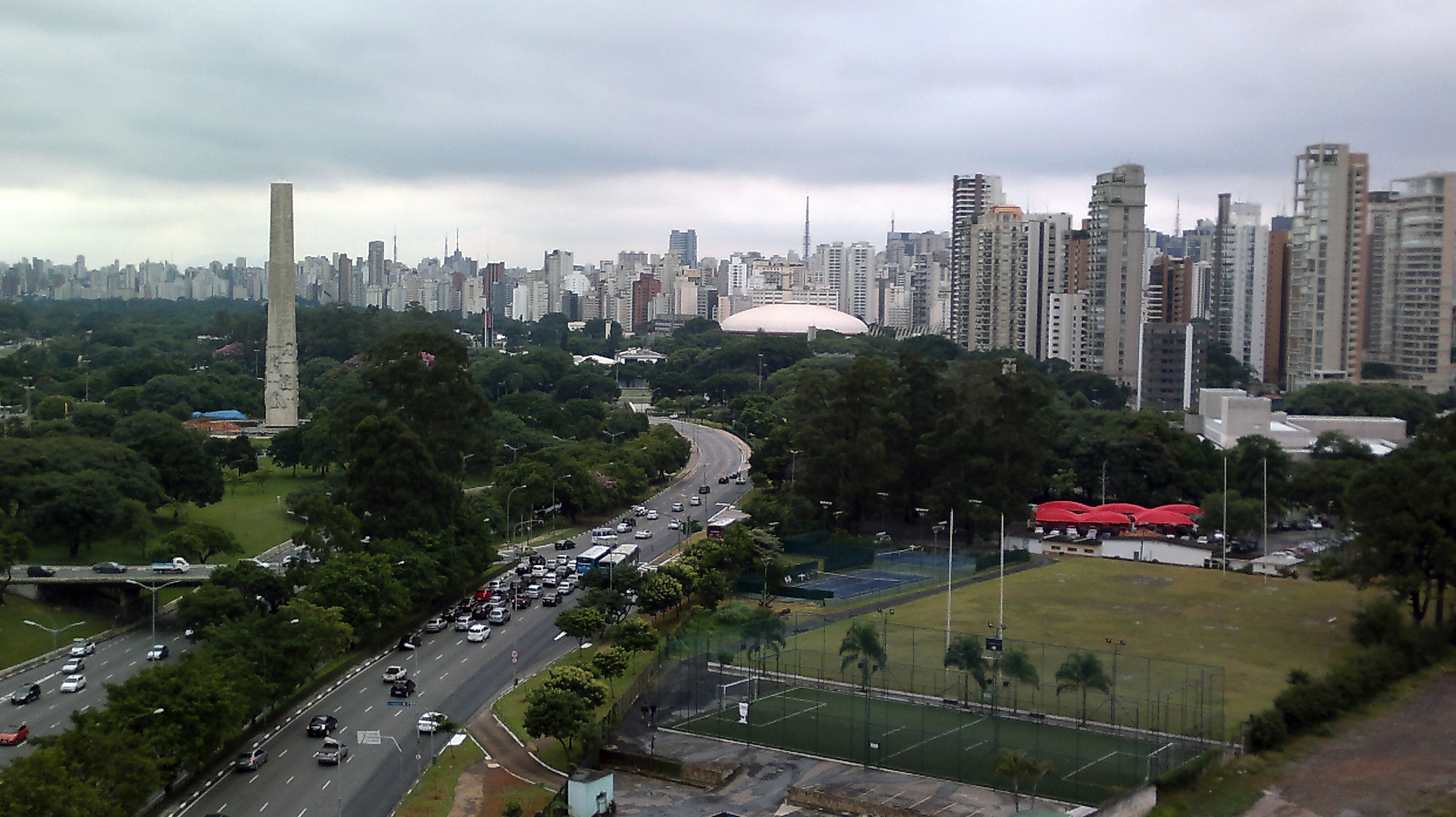
Avenida 23 de Maio, Ibirapuera, Obelisco

Alguns trechos da avenida, como entre a Praça da Bandeira e o Paraíso e da Rua Cubatão até o Parque do Ibirapuera, já estavam em funcionamento e eram usados por "um número considerável de veículos", segundo a Folha de S.Paulo. A inauguração oficial chegou a ser prevista para 9 de julho de 1968, mas o mesmo periódico escreveu que "ninguém sabe quando [a avenida] ficará pronta". A inauguração oficial e definitiva só ocorreu em 25 de janeiro de 1969, quando foi montado um palanque para o prefeito José Vicente Faria Lima, na altura da Rua Joinville. Houve, ali, uma cerimônia, que acabou um pouco prejudicada pela chuva. A placa comemorativa foi descerrada na altura do viaduto da Rua do Paraíso. A inauguração naquela data chegou a estar ameaçada pelo ritmo lento das obras, mas uma determinação de Faria Lima teria garantido a entrega na data. A entrega, entretanto, deu-se com sinalização provisória, sob a justificativa de que o DET estava aguardando que todos os acessos da via ficassem prontos.
Pouco após sua inauguração, na década de 1970, por causa de curvas mal projetadas e um péssimo pavimento, era considerada perigosa: cerca de dez pessoas morreram por mês, em média, durante esse período. Os constantes congestionamentos representavam outro problema e eram atribuídos a erros no projeto, que teria sido feito às pressas. "Na época, sua construção era tão necessária, que [Faria Lima] não tinha outra alternativa", explicou, em 1970, Isao Kono, engenheiro do DET, à Folha. "Ele devia executar as obras, para depois aparar as arestas." Para ele, era necessário refazer o asfalto da avenida, construir passarelas para pedestres e corrigir os declives das curvas, além da adequação de acessos e retornos.

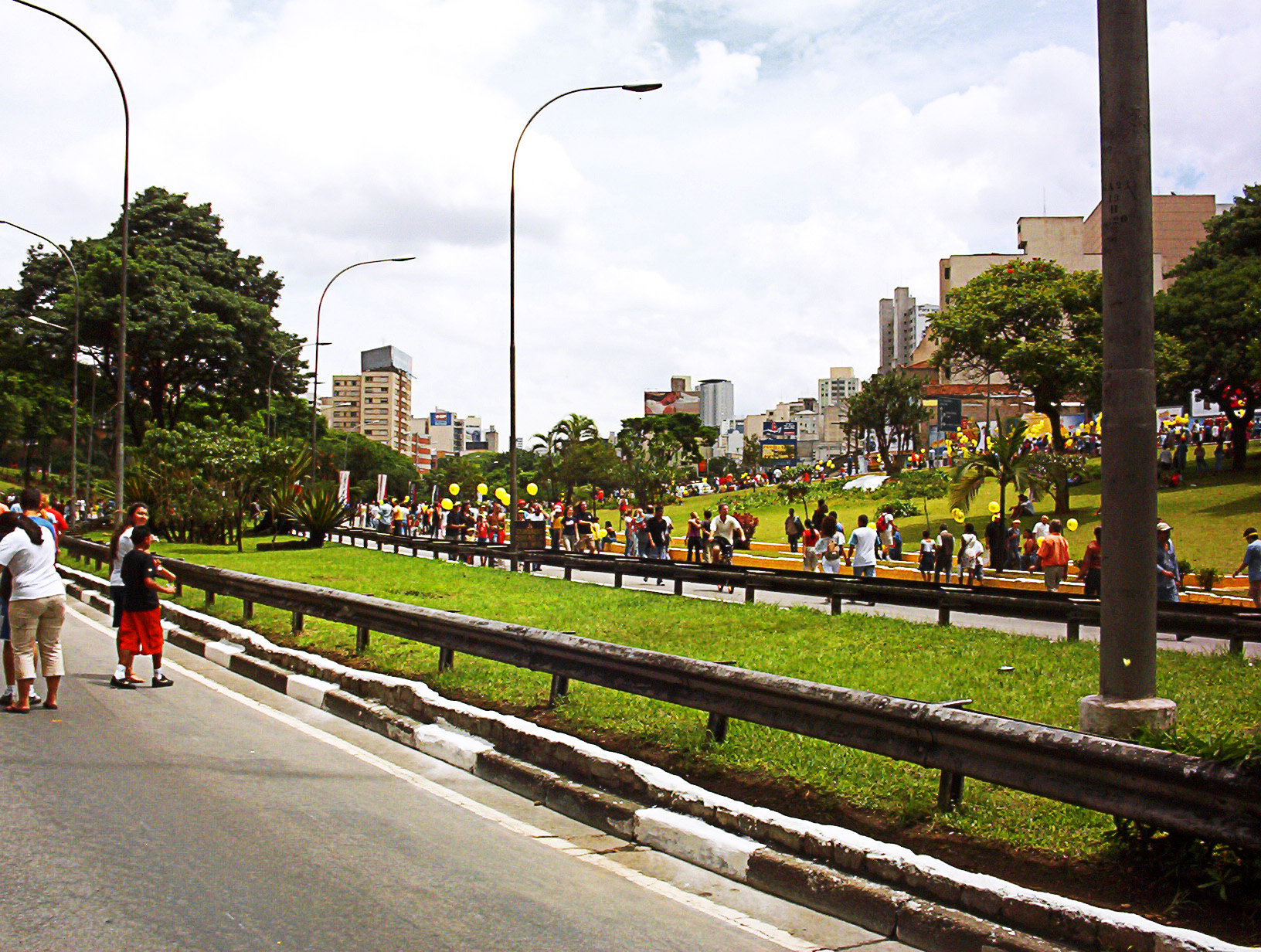
No 450.º aniversário da cidade, a Vinte e Três de Maio foi fechada aos veículos

Para as comemorações do 450.º aniversário da cidade, em 25 de janeiro de 2004, a avenida foi fechada para o tráfego de veículos a partir da zero hora. A interdição no sentido Ibirapuera foi do Anhangabaú à saída para a Rua Coronel Oscar Porto; no sentido oposto, entre a Rua Estela e o Anhangabaú. A intenção era transformar a avenida em "um imenso palco com shows, carros alegóricos, culinária e várias outras atrações". Haveria 31 carros alegóricos, cada um representando uma subprefeitura do município.
Em 2010 a avenida era a segunda em número de acidentes com motoqueiros em São Paulo, atrás apenas da Marginal Tietê, sendo que 70% dos acidentes na via envolvem motocicletas. Em janeiro de 2008 foi feito o teste, por uma semana entre as 10 e as 16 horas, de uma faixa exclusiva para motocicletas, nos moldes da que havia sido implantada meses antes na Avenida Sumaré, com cones separando a faixa da esquerda para esse fim. Entretanto, depois de apenas dois dias, o congestionamento na via tinha dobrado, e o fim dos testes foi decretado após o terceiro dia. O prefeito Gilberto Kassab disse que, apesar de a experiência ter sido "boa", a "intensidade do trânsito superou as expectativas".
Em julho de 2010, após a abertura da motofaixa na Rua Vergueiro, cogitou-se proibir a circulação de motocicletas na avenida, mas depois da saída do secretário de Transportes Alexandre de Moraes o novo secretário, Marcelo Cardinale Branco, congelou a proposta. Em setembro foi anunciado que a medida seria adiada por tempo indefinido, segundo a Secretaria de Transportes, porque a motofaixa da Vergueiro não conseguiria absorver todo o volume de motocicletas da 23 de Maio. Para Branco, a proibição na 23 de Maio teria de ser acompanhada pela construção de novas motofaixas.

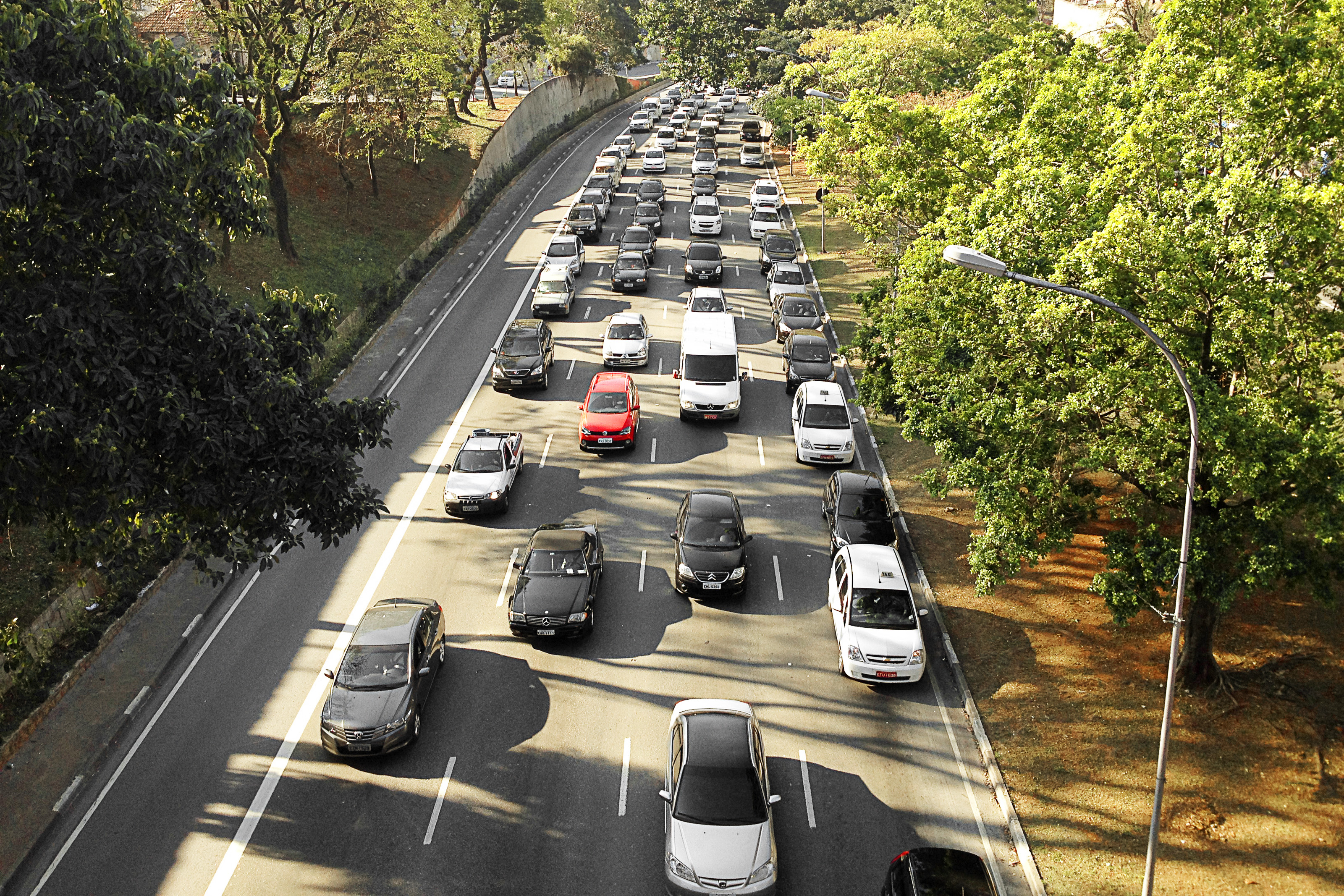
Faixa de ônibus, à esquerda, na Avenida Vinte e Três de Maio, sentido bairro, vista do Viaduto Pedroso

Além dos radares de velocidade em postes que já existiam na via, a Companhia de Engenharia de Tráfego (CET) chegou a instalar dois radares em viadutos da via (nos viadutos Tutoia e Pedroso) em 2011, mas em março de 2012 teve de mudar a maneira como estavam instalados, pois eles ficavam escondidos dos motoristas, contrariando o Código Nacional de Trânsito. Segundo a CET, os radares ainda estavam inoperantes quando da mudança de instalação.
A avenida ganhou faixas exclusivas de ônibus em 5 de agosto de 2013. A faixa passou a funcionar de segunda a sexta-feira, das 6 às 22 horas e visava a reduzir o tempo de viagem dos ônibus no Corredor Norte-Sul. O trecho norte do corredor, formado pelas avenidas Prestes Maia, Tiradentes e Santos Dumont, ganhara as faixas exclusivas uma semana antes, enquanto o trecho sul, envolvendo o final da Avenida Washington Luís e a Avenida Interlagos, ganharia as suas oito dias depois. Inicialmente, não seriam aplicadas multas, e a Prefeitura não informou quando elas teriam início, porém, oito dias depois, foi informado que os carros que invadissem a faixa passariam a ser multados a partir do dia 26. A infração era considerada leve, e o valor era de 53,20 reais. No primeiro dia em que as multas passaram a ser emitidas, houve 708 delas no Corredor Norte–Sul, sendo a grande maioria (648, ou uma multa a cada dois minutos) no trecho compreendendo as avenidas Vinte e Três de Maio, Moreira Guimarães, Rubem Berta e Washington Luís.
Após a primeira semana de funcionamento do corredor na Vinte e Três de Maio, o diretor de Operações da CET garantiu que a velocidade dos ônibus em todo o corredor teve um aumento em torno de 40% a 50%, enquanto a dos carros teria diminuído cerca de 5%. No trecho envolvendo a avenida, junto com a Rubem Berta, o ganho teria sido ainda maior: a velocidade dos coletivos teria tido um aumento de 108% no pico da tarde, entre 17 e 21 horas. Apesar disso, a revista Época considerou que a implantação das faixas de ônibus na cidade teria sido um dos motivos para a queda de popularidade do prefeito Fernando Haddad, devido à percepção de aumento do trânsito.
No final do ano, a Prefeitura divulgou um plano para o BRT Norte–Sul, que incluiria, entre as obras, viadutos para permitir que ônibus trafegando pela Vinte e Três de Maio pudessem acessar outras avenidas da região do Ibirapuera, como Ibirapuera, Professor Ascendino Reis e Pedro Álvares Cabral. A previsão era de que toda a obra do BRT ficasse pronta até 2016, sendo que os viadutos da avenida não estavam incluídos na primeira fase do projeto.

## Características

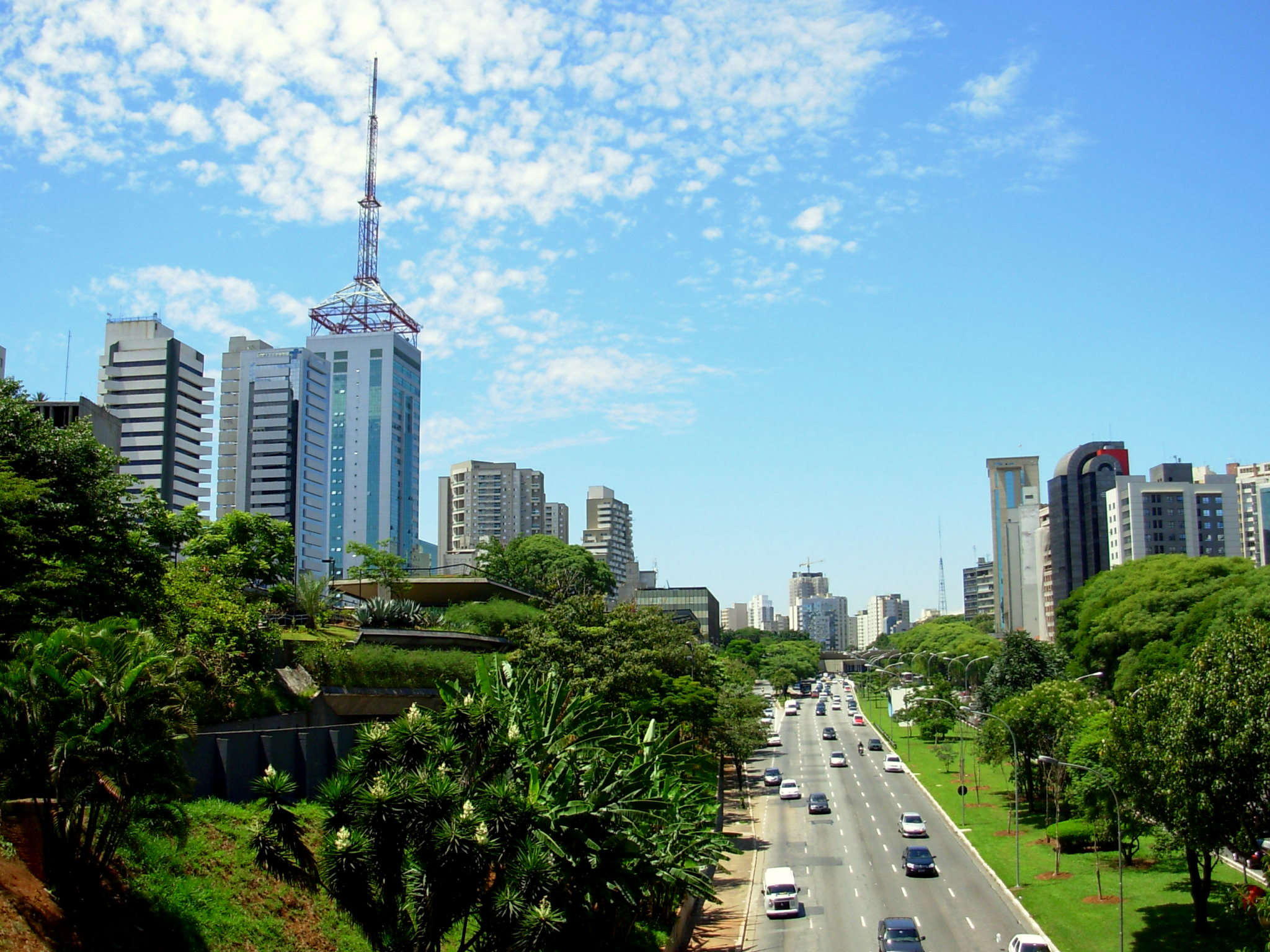
Vista sul da avenida

Construída sobre o antigo córrego Itororó, que foi canalizado, a avenida consiste numa via expressa em sua totalidade, isto é, não é endereço de nenhum estabelecimento residencial ou comercial, tendo barreiras de contenção em seus lugares, ocupando uma faixa com largura total de oitenta metros, para permitir a arborização dos locais. Há, contudo, um trecho da avenida fisicamente integrado à rua Estela, que causa a impressão de formarem uma única via, devido às características topográficas desse trecho. A avenida passa sob o espigão da Avenida Paulista, na altura da Avenida Bernardino de Campos, a uma profundidade de doze metros.
Seu nome trata-se de homenagem ao dia em que quatro estudantes, dois da Faculdade de Direito da Universidade de São Paulo e dois da Escola Politécnica da Universidade de São Paulo, Martins, Miragaia, Dráusio e Camargo (M.M.D.C.), foram vítimas marcantes da Revolução Constitucionalista de 1932 e tombaram num conflito, em plena Praça da República.
Três dos viadutos que passam sobre a avenida — Dona Paulina, Condessa de São Joaquim e Pedroso — têm uma estrutura interna, cuja função original, no caso dos dois últimos, seria abrigar futuras estações de metrô, referentes aos antigos projetos da Linha Norte–Sul do Metrô, que correria a céu aberto pelo largo canteiro central da avenida — inicialmente, entretanto, esse canteiro central deveria ser usado como faixa expressa. Essas estruturas, inclusive, contam com escadas que desembocam no que seriam as plataformas laterais das estações. No Dona Paulina, funciona o serviço funerário municipal; já no Condessa de São Joaquim, que já funcionou como albergue, moravam, em 2006, famílias de sem-teto. No Pedroso, ainda funciona um abrigo, mantido desde 1996 pela Comunidade Metodista do Povo de Rua. Já os viadutos construídos na região do Ibirapuera foram definidos pelo jornal O Estado de S. Paulo', em 1969, como tendo "linhas arquitetônicas inéditas e um completo tratamento paisagístico do local".
O limite de velocidade na avenida, implantado como 80 km/h em novembro de 1970, foi baixado para 70 km/h em fevereiro de 2010, para, segundo a Companhia de Engenharia de Tráfego, "dar mais segurança aos usuários e uniformizar a velocidade em toda a extensão" do Corredor Norte-Sul. Na verdade, o trecho da avenida entre o viaduto Dona Paulina e o túnel do Anhangabaú tem velocidade permitida menor (60 km/h), por estar em uma curva. A mudança foi recebida por opiniões divergentes dos motoristas.